# Formica adamsi
Formica adamsi é uma espécie de formiga do gênero Formica, pertencente à subfamília Formicinae.